# Marjan Dobelšek
Marjan Dobelšek, slovenski policist in veteran vojne za Slovenijo, * 18. september 1961, † 2. julij 1991.
Kot samostojni policijski inšpektor UNZ Slovenj Gradec je padel v boju med slovensko osamosvojitveno vojno.